# 1893年鐵路
此條目列出1893年發生有關鐵路運輸的事件。

## 事件

### 2月
- 2月4日：利物浦高架鐵路（英语：Liverpool Overhead Railway）主要路段正式通車，成為英國第一條電氣化市郊鐵路，也是世界上第一條以第三軌電氣化的高架鐵路。
- 2月23日：魯道夫·狄塞爾獲得柴油引擎的專利。

### 3月
- 3月2日：美國鐵路安全裝置法案（英语：US Railroad Safety Appliance Act）生效，所有車卡轉接運輸期間必須安裝空氣剎車、自動對接器與鐵扶手。

### 4月
- 4月1日：信越本線全線通車。
- 4月17日：位於芝加哥芝加哥哥倫布紀念博覽會的鐵路車站啟用[1][2]。

### 5月
- 5月12日：芝加哥第一條地鐵路線，南側高架鐵路延長至傑克遜公園的芝加哥哥倫布紀念博覽會。

### 6月
- 6月20日：位於伯恩州溫根（英语：Wengen, Switzerland）的溫根阿爾卑斯鐵路通車。

### 10月
- 10月30日：劉銘傳鐵路延長至新竹。

### 11月
- 11月6日：芝加哥第二條地鐵，湖街高架鐵路（英语：Lake Street Elevated Railroad）通車，來往麥迪遜及韋克以及加利福尼亞大道。

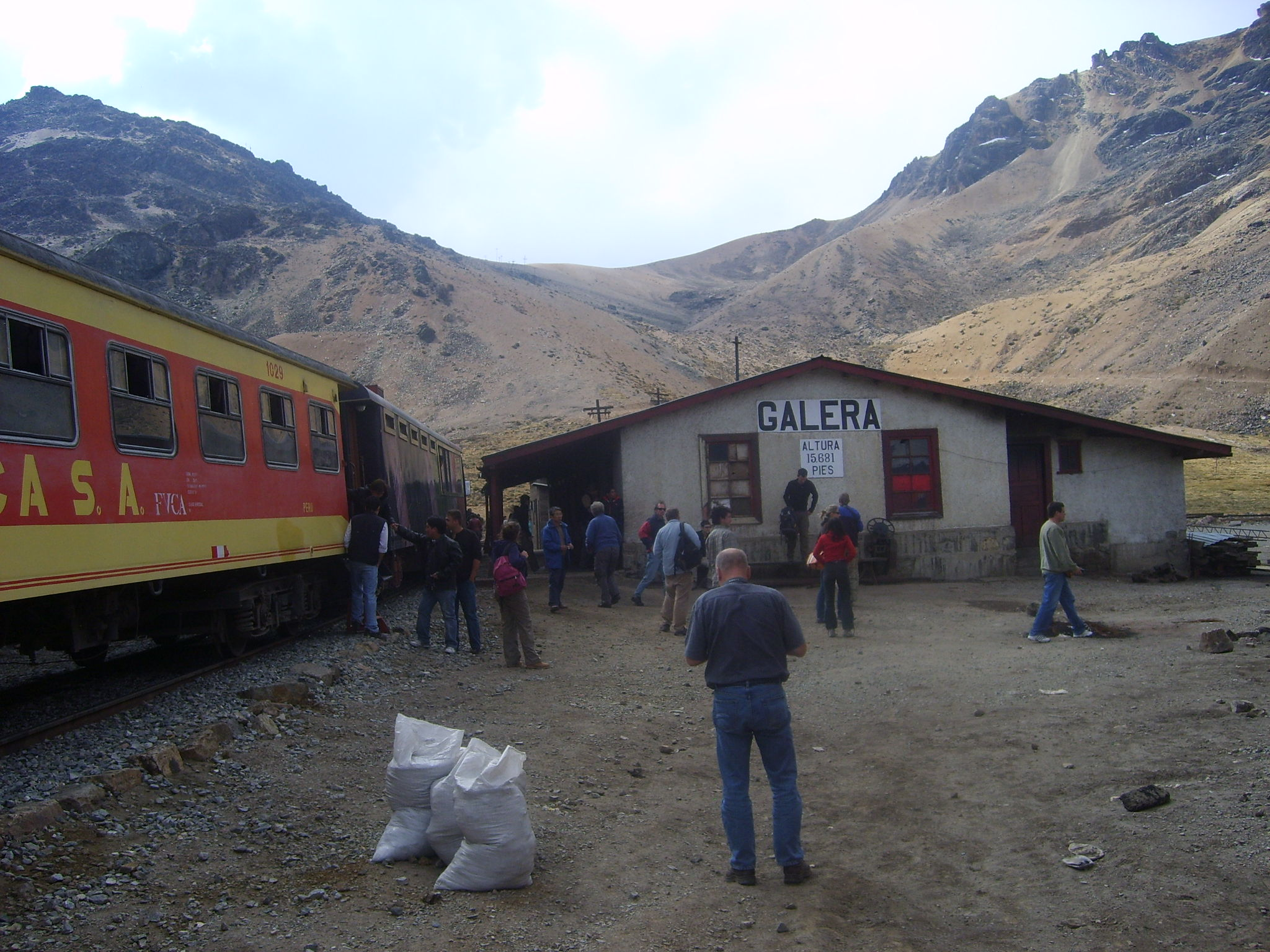
Galera railway station – world's highest in 1893

- 11月14日：安第斯中央鐵路（英语：Ferrocarril Central Andino）通車，同步啟用了當時世界上海拔最高的鐵路車站，加萊拉站（英语：Galera railway station），海拔4781公尺。